# Round Valley
Round Valley és una concentració de població designada pel cens dels Estats Units a l'estat de Califòrnia. Segons el cens del 2000 tenia 278 habitants.

## Demografia
Segons el cens del 2000, Round Valley tenia 278 habitants, 115 habitatges, i 77 famílies. La densitat de població era de 7,7 habitants/km².
Dels 115 habitatges en un 33,9% hi vivien nens de menys de 18 anys, en un 54,8% hi vivien parelles casades, en un 12,2% dones solteres, i en un 33% no eren unitats familiars. En el 27% dels habitatges hi vivien persones soles el 5,2% de les quals corresponia a persones de 65 anys o més que vivien soles. El nombre mitjà de persones vivint en cada habitatge era de 2,42 i el nombre mitjà de persones que vivien en cada família era de 2,88.
Per edats la població es repartia de la següent manera: un 27,7% tenia menys de 18 anys, un 4,3% entre 18 i 24, un 28,8% entre 25 i 44, un 31,3% de 45 a 60 i un 7,9% 65 anys o més.
L'edat mediana era de 40 anys. Per cada 100 dones de 18 o més anys hi havia 86,1 homes.
La renda mediana per habitatge era de 43.750 $ i la renda mediana per família de 49.688 $. Els homes tenien una renda mediana de 41.500 $ mentre que les dones 32.857 $. La renda per capita de la població era de 21.589 $. Entorn de l'1,7% de les famílies estaven per davall del llindar de pobresa.

## Poblacions més properes
El següent diagrama mostra les poblacions més properes.